# Пархоменко, Родион Иосифович
Родион Иосифович Пархоменко (1890—?) — советский работник сельского хозяйства, бригадир колхоза, Герой Социалистического Труда.

## Биография
Родился в 1890 году в Закавказье.
Был участником Первой мировой и Гражданской войн. В начале 1920-х годов все родовое семейство Пархоменко вместе с другими селянами-духоборцами переехали на новое место жительства, заняв свободные земли в сальской степи. Образовали село, ставшее позже колхозом «Красный маяк».
Родион Иосифович был участником Великой Отечественной войны. 
Демобилизовавшись из Вооруженных Сил в 1946 году, принял полеводческую бригаду колхоза «Красный маяк» Целинского района Ростовской области, которая состояла из двух звеньев — Варвары Юрицыной и Марии Гончаровой.
Как бригадир, Пархоменко руководил работой звеньев бригады, поддерживал ценные начинания, помогал претворять их в хлеборобское дело. Перед пахотой звенья завозили на свои участки перегной с колхозной животноводческой фермы, зимой бригадир организовывал на полях снегозадержание. Соревнуясь между собой, звенья всегда старались выполнять работу лучше и быстрее. Когда хлеба поднялись, молодые девчата, члены звеньев, не уходили со своих участков, вручную пропалывали посевы. Применил поперечное боронование озимых, снарядив все колхозные запряжки. В 1947 году руководимая им бригада, несмотря на сухую, знойную, без дождей весну, получила урожай пшеницы 30,27 центнера с гектара на площади 36 гектаров.
Сведения о дальнейшей судьбе Родиона Пархоменко, включая место и дату смерти, отсутствуют.

## Награды
- Указом Президиума Верховного Совета СССР от 25 февраля 1948 года за получение высокого урожая пшеницы при выполнении колхозом обязательных поставок и натуроплаты за работу МТС в 1947 году и обеспеченности семенами зерновых культур для весеннего сева 1948 года Пархоменко Родиону Иосифовичу присвоено звание Героя Социалистического Труда с вручением ордена Ленина и золотой медали «Серп и Молот».
- Был награждён медалями, в том числе и за участие в Отечественной войне.

Вместе с Пархоменко звание Героя Социалистического Труда было присвоено и звеньевой — Варваре Дмитриевне Юрицыной. Одна из работниц Юрицыной — Евдокия Лазарева, а также звеньевая Мария Гончарова и колхозница Евдокия Бондарева были награждены орденом Трудового Красного Знамени.